# Dellingr
Dellinger (Nòrdic antic possiblement «l'aurora» o «el que brilla») és un déu en la mitologia nòrdica. Dellinger és esmentat en l'Edda poètica, compilada al segle xiii per les primeres fonts tradicionals, i en la Edda prosaica, escrita en el mateix segle per Snorri Sturluson. En ambdues fonts, és descrit com el pare de Dagr, la personificació del dia. La Edda prosaica afegeix que és el tercer marit de Nott, la personificació de la nit. Així mateix, és esmentat en la llegendària saga Hervarar saga ok Heiðreks. Els experts han proposat que Dellinger és la personificació del crepuscle, i el seu nom pot aparèixer tant en un cognom com en un topònim anglès.

## Testimonis

### Edda Poètica
Dellinger és referenciat a l'Edda poètica en els poemes de Vafþrúðnismál i Hávamál. En l'estrofa 24 de Vafþrúðnismá, el déu Odín (disfressat com «Gagnráðr») li pregunta al jötunn Vafþrúðnir d'on provenen els dies, les nits i les seves llunes. En l'estrofa 25, Vafþrúðnir li respon:
| « | Dellinger es diu el pare de dia, però nit va ser engendrada per Nor; lluna plena i nova van crear els déus per comptar els anys. | » |

En Hávamál, el nan Þjóðrœrir és esmentat realitzant un encanteri sense nom «a les portes de Dellinger»:
| « | El quinzè sé, que el nan Thjódrörir a les portes de Dellinger va cantar: amb la força dels asos, amb la glòria dels elfs, Va cantar a Hroptatýr amb la ciència. | » |

En el poema Fjölsvinnsmál, Svipdagr li pregunta, "Què és el que un déu ha fet per aquesta gran sala que veig aquí dins?» Fjölsviðr li respon amb una llista de noms, incloent Delling. En una estrofa del poema Hrafnagaldr Odins, l'aparició de Dagr, un cavall, i un carruatge són descrits, i el mateix Dagr és descrit com «el fill de Dellinger».

### Edda prosaica
En el capítol 10 de l'Edda prosaica en el llibre Gylfaginning, la consagrada figura de l'Altíssim, un dels molts nom d'Odín, esmenta que Dellinger és un déu i el tercer espòs de Nott. La parella va donar a llum a Dagr, que a més va heretar els trets del seu pare i que era descrit per molta gent com «brillant i bonic». Odin va col·locar el fill de Dellinger, Dagr, i la seva dona, Nott, al cel, perquè d'aquesta manera poguessin viatjar a través d'ell amb els seus cavalls i carruatges cada 24 hores.

### Hervarar saga ok Heiðreks
Segons els experts, hi ha cinc enigmes en el poema Heiðreks gátur que també es troben a la llegendària saga de Hervarar saga ok Heiðreks cada vegada que s'utilitza la frase «portes de Dellinger» (nòrdic antic Dellings durum). Com a exemple, en una estrofa on la frase és utilitzada Gestumblindi (Odin disfressat) planteja l'enigma següent:
| « | Quina estranya meravella, he vist al davant de les portes de Dellinger; el seu cap sempre torta buscava anar cap al Hel Però per què els seus peus, buscaven el sol? El sospesat com un enigma Oh príncep Heidrek! | » |

| « | El teu enigma és un déu, Gestumblindi, va dir el Rei; ho he endevinat. És el porro; el moviment del seu cap a terra és ràpida, però el seu cap es desvia la dreta mentre creix. | » |

## Teories
Jacob Grimm esmenta que Dellinger és la forma assimilada de Deglingr, la qual inclou el nom del fill de Dellinger Dagr. Grimm esmentar que si la terminació «-ling» es refereix a l'ascendència, Dellinger bé va poder haver estat el «progenitor en presència d'ell» o referir-se al fet que l'ordre successiu havia estat invers, a la qual cosa Grimm concloure que passava molt sovint a les genealogies antiguas. Benjamin Thorpe diu que Dellinger va poder ser la personificació del crepuscle, similar al seu fill Dagr, personificació del día.
Pel que fa a les referències de les «portes de Dellinger» com el seu ús en Hervarar saga ok Heiðreks, Christopher Tolkien argumenta que:
| « | És impossible esmentar el creador d'aquests enigmes. En el capítol 160 de Hávamál s'esmenta que el nan Thjódrørir va cantar a les portes de Dellinger, la qual cosa (tenint en compte el fet que Dellinger és el pare de Dag (dia) en el capítol 25 de Vafþrúðnismál) pot significar que donava un avís a la seva gent que el sol estava sortint, i que ells haurien de tornar a les seves cases fosques. Pel que fa a dǫglings per Dellings a H, i Dǫglingar van ser els ascendents de Dagr (d'acord amb SNE. 183). | » |

El cognom anglès de Dalling s'ha considerat com una derivació de Delling. El topònim anglès de Dalbury (sud de Derbyshire) deriva de Dellingeberie, que al seu torn deriva de Delling.